# Mostove, Bratske
Mostove (în ucraineană Мостове) este un sat în comuna Hannivka din raionul Bratske, regiunea Mîkolaiiv, Ucraina.

## Demografie
Componența lingvistică a localității Mostove
     Ucraineană (70,47%)
     Română (20,21%)
     Rusă (2,07%)
Conform recensământului din 2001, majoritatea populației localității Mostove era vorbitoare de ucraineană (70,47%), existând în minoritate și vorbitori de română (20,21%), armeană (7,25%) și rusă (2,07%).